# Frank Miller
Frank Miller (Olney, Maryland, 1957. január 27. –) amerikai író, képzőművész, filmrendező. Főként film noir stílusú képregényeiről ismert és népszerű.

## Életpályája
Első ismertebb munkája a Pókemberben jelent meg, amit követően viszonylag hamar megbízták a Fenegyerek (Daredevil) rendszeres rajzolását, majd írását is (magyarul megjelent a Marvel Extra 11. és 12. számában). Ő alkotta meg Elektra figuráját, mely később önálló sorozatot kapott. Az 1986-ban megjelent Return of the Dark Knight (A Sötét Lovag visszatérése) minisorozatban újszerűen szokatlan értelmezésben ábrázolta Batman alakját, ezt követően bízták meg a Batman: Az első év elkészítésével. Miller volt az első az amerikai képregény-alkotók közül, aki manga-hatásokat használt munkában: az X-men tag Rozsomáknál, majd a Rōnin képregényekben.

### Filmjei
Frank Miller írta a 2. és a 3. Robotzsaru-film forgatókönyvét, majd 2005-ben (Robert Rodriguez mellett) társrendezőként részt vett Sin City képregényeinek megfilmesítésében.

## Munkái

### Íróként
Daredevil a Marvel Comicsnak
- Daredevil #168–182 (1981–82) (also art) (collected in Daredevil Visionaries – Frank Miller Vol.2 trade paperback ISBN 0-7851-0771-1)
- Daredevil Visionaries – Frank Miller Vol.3 trade paperback (ISBN 0-7851-0802-5) collects:
  - Daredevil #183–191 (1982–83) (also art)
  - "Elektra" short story from Bizarre Adventures Magazine #28 (1981)
  - What If…? #28 (1981) (co-writer: Mike W. Barr) (also art)
  - What If…? #35 (1982) (also art)
- Marvel Team-Up Annual #4 (1981) (art by Herb Trimpe and Mike Esposito)

(the only time Miller ever wrote Spider-Man, teaming him up with Daredevil, Moon Knight, Power Man and Iron Fist against The Kingpin and The Purple Man.)
- "What if Daredevil Were Deaf?" one-page joke in What If…? #34 (1982) (also art)
- Elektra: Assassin (1986) (art by Bill Sienkiewicz) (8 issues) (also trade paperback ISBN 0-87135-309-1)
- Daredevil: Love and War (1986) (art by Bill Sienkiewicz) (graphic novel ISBN 0-87135-172-2)
- Daredevil #219 (1985) (art by John Buscema and Gerry Talaoc)
- Daredevil #226 (1985) (co-wr: Denny O’Neil) (art by David Mazzucchelli and Dennis Janke)
- Daredevil #227–233 (1985–86) (art by David Mazzucchelli) (collected as Daredevil: Born Again ISBN 0-87135-297-4)
- Elektra Lives Again (1990) (also art) (graphic novel ISBN 0-7851-0890-4)
- Daredevil: The Man Without Fear (1993) (5 issues) (art by John Romita, Jr.) (also trade paperback ISBN 0-7851-0046-6)

Batman a DC Comicsnak
- Batman: The Dark Knight Returns (1986) (4 issues) (also art) (also trade paperback ISBN 1-56389-342-8)
- Batman #404–407 (1987) (art by David Mazzucchelli) (collected as Batman: Az első év ISBN 0-930289-33-1)
- Spawn/Batman (1994) (art by Todd McFarlane) ISBN 1-58240-019-9
- Batman: The Dark Knight Strikes Again (2001) (3 issues) (also art) (also trade paperback ISBN 1-56389-929-9)
- All-Star Batman and Robin the Boy Wonder (2005–present) (art by Jim Lee (currently being published)
- Holy Terror, Batman! (2007?) (also art) (graphic novel) (forthcoming)

Sin City a Dark Horse Comicsnak (író és rajzoló)
- Sin City: A Nehéz Búcsú (1991) (originally trimmed slightly in Dark Horse Presents 51-62 & 5th Anniv) (also trade paperback featuring the full version, ISBN 1-59307-293-7)
- Sin City: Ölni tudnál érte (1994) (6 issues) (also trade paperback ISBN 1-59307-294-5)
- Sin City: A nagy mészárlás (1994) (5 issues) (also trade paperback ISBN 1-59307-295-3)
- That Yellow Bastard (1996) (6 issues) (also trade paperback ISBN 1-59307-296-1)
- Family Values (1997) (graphic novel ISBN 1-59307-297-X)
- Booze, Broads, & Bullets (1998) (trade paperback ISBN 1-59307-298-8) collects:
  - The Babe Wore Red (And Other Stories) (1994) (one-shot)
  - Silent Night (1994) (one-shot)
  - Lost, Lonely, & Lethal (1996) (one-shot)
  - "Daddy's Little Girl", originally printed in A Decade of Dark Horse, reprinted in Tales To Offend #1
  - Sex & Violence (1997) (one-shot)
  - Just Another Saturday Night (1997) (one-shot)
- Hell and Back (1999) (9 issues) (also trade paperback ISBN 1-59307-299-6)

Martha Washington a Dark Horse Comicsnak (Art by co-creator Dave Gibbons)
- Give Me Liberty (1990) (4 issues) (also trade paperback ISBN 0-440-50446-5)
- Martha Washington Goes to War (1994) (5 issues) (also trade paperback ISBN 1-56971-090-2)
- Happy Birthday, Martha Washington (1995) (one-shot)
- Martha Washington Stranded in Space (1995) (one-shot) (features The Big Guy)
- Martha Washington Saves the World (1997) (3 issues) (also trade paperback ISBN 1-56971-384-7)
- Martha Washington Dies (2007) (coming July 2007)

Egyéb
- Rōnin (1983) (also art) (6 issues) (also trade paperback ISBN 0-930289-21-8) (DC)
- "Captain America: Home Fires" short story in Marvel Fanfare #18 (1984) (co-writer: Roger Stern) (Marvel)
- Hardboiled (1990) (art by Geoff Darrow) (3 issues) (also trade paperback ISBN 1-878574-58-2) (Dark Horse)
- Frank Miller's RoboCop (2003) (adaptation of Miller's 1990 script to RoboCop 2 by Steven Grant) (art by Juan Jose Ryp) (9 issues) (Avatar)
- RoboCop vs. The Terminator (1992) (4 issues) (art by Walter Simonson) (also trade paperback) (Dark Horse)
- Spawn #11 (1993) (art by Todd McFarlane) (Image Comics)
- Madman #6 & 7 (1995) (this story introduces The Big Guy; Miller writes his dialogue, Mike Allred does everything else) (Dark Horse)
- The Big Guy and Rusty the Boy Robot (1995) (art by Geoff Darrow) (2 issues) (also trade paperback ISBN 1-56971-201-8) (Dark Horse)
- Tales to Offend #1 (1997) (also art) (collects two Lance Blastoff stories and "Sin City: Daddy's Little Girl")
- Bad Boy (1997) (art by Simon Bisley) (one-shot, Oni Press and Dynamite Entertainment)
- 300 (1998) (5 issues) (also art) (also hardcover ISBN 1-56971-402-9) (Dark Horse)
- "Mercy!" short story in Dark Horse Maverick 2000 (also art)
- "The End" short story in Dark Horse Maverick: Happy Endings (also art) (trade paperback ISBN 1-56971-820-2)
- "Man With Pen in Head" short story in Autobiografix (2003) (also art) (tpb ISBN 1-59307-038-1) (Dark Horse)

### Csak mint közreműködő
- Twilight Zone #84, 85 (1978) ("Royal Feast" and "Endless Cloud") (Gold Key Comics)
- "Deliver Me From D-Day" short story in Weird War Tales #64 (1978) (co-art: Wyatt Gwyon) (writer: Wyatt Gwyon) (DC Comics)
- "The Greatest Story Never Told" short story (wr: Paul Kupperberg) and "The Day After Doomsday" short story (wr: Roger McKenzie) both in Weird War Tales #68 (1978) (DC Comics)
- "The Edge of History" short story in Unknown Soldier #219 (1978) (co-art: Danny Bulanadi) (writer: Elliot S. Maggin) (DC Comics)
- John Carter, Warlord of Mars #18 (1978) (writer: Chris Claremont) (Marvel Comics)
- Complete Frank Miller Spider-Man (trade paperback ISBN 0-7851-0899-8) collects:
  - Spectacular Spider-Man #27–28 (1979) (includes first time drawing Daredevil) (writer: Bill Mantlo) (Marvel Comics)
  - several covers
- Daredevil #158-161, 163-167 (1978–1980)
- Super Star Holiday Special (1980) (first Batman story) (writer: Denny O'Neill

### Magyarul megjelent
- Marvel Extra #11 – 12: Daredevil #159 – 161, #164, #168
- Sin City; Goodinvest Kft., Bp., 2005–2010
  - 1. A nehéz búcsú; ford. Varga Péter; 2005
  - 2. Ölni tudnál érte; ford. Varga Péter; 2006
  - 3. A nagy mészárlás; ford. Varga Péter; 2007
  - 4. A sárga rohadék; ford. Benes Attila; 2008
  - 5. Családi értékek; ford. Benes Attila; 2010
- Batman: az első év; rajz. David Mazzucchelli, ford. Galamb Zoltán, Bob Kane, Bill Finger, Jerry Robinson művei nyomán; Adoc-Semic, Bp., 2005
- 300; szöveg, rajz Frank Miller, színek Lynn Varley, ford. Bayer Antal; Képes, Bp., 2007
- Chris Claremont–Frank Miller: Rozsomák. Adósság és becsület; rajz. Josef Rubinstein, ford. Kvaszta Ádám; Goodinvest, Bp., 2007
- Xerxes. A Dereiosz-ház bukása és Nagy Sándor felemelkedése; ford. Oszlánszky Zsolt; Szukits, Szeged, 2019
- Frank Miller–Thomas Wheeler: Cursed. Átkozott; ford. Szilágyiné Márton Andrea; Libri, Bp., 2020

#### Nem önállóan
- Fekete-Fehér Képregényantológia különböző részei